# Coahoma, Texas
Coahoma là một thị trấn thuộc quận Howard, tiểu bang Texas, Hoa Kỳ. Năm 2010, dân số của thị trấn này là 817 người.

## Dân số
- Dân số năm 2000: 932 người.
- Dân số năm 2010: 817 người.